# نيكس ماشينا
نيكس ماشينا (بالإنجليزية: Nex Machina)‏، هي لعبة فيديو إلكترونية من نوع إطلاق النيران، صدرت اللعبة بتاريخ 20 يونيو 2017م، وستعمل على منصة بلاي ستيشن 4 ومايكروسوفت ويندوز.